# غواصة يو-138
كانت الغواصة يو-138 واحدة من 329 غواصة خدمت في البحرية الإمبراطورية الألمانية خلال الحرب العالمية الأولى.